# الکسیس مینوتیس
الکسیس مینوتیس (یونانی: Αλέξης Μινωτάκης/Μινωτής؛ ۱ ژانویه ۱۸۹۹ – ۱ ژانویه ۱۹۹۰) یک هنرپیشه، و کارگردان اهل یونان بود.
وی بازیگر فیلم‌هایی همچون بدنام و سرزمین فراعنه بوده است.